# San Diego all’Ospedaletto (Nápoly)
A San Diego all’Ospedaletto vagy San Giuseppe Maggiore templom Nápoly történelmi központjában.

## Története
A templom építését 1514-ben Giovanna Castriota rendelte el, majd egy szegény férfiak számára épített ispotállyal toldották meg. Halála után a minoriták kapták meg. Mai arculatát az 1595-ös átépítéseknek köszönheti. A 18. században egy földrengés rongálásai részlegesen át kellett építeni. A San Giuseppe nevet azt követően kapta, hogy a negyed 19. századi szanálása során elbontották az eredetileg e nevet viselő templomot és annak minden funkcióját ez a templom vette át.

## Leírása
A templom háromhajós, kereszthajóval és apszissal. Freskóit Battistello Caracciolo, Andrea Vaccaro, Massimo Stanzione festették, ezek nagy része azonban elpusztult az 1688-as földrengés során. A főoltár a 18. századból származik, Giovan Battista Nauclerio tervei alapján Giuseppe de Filippo faragta márványból. A templom további nevezetességei a Piombini hercegek márvány síremlékei, amelyeket Giacomo Colombo faragott Francesco Solimena tervei alapján.